# 菲奥娜·米尔恩
菲奥娜·米尔恩（英語：Fiona Milne，1971年9月6日—），加拿大女子赛艇运动员。她曾代表加拿大参加2003年泛美运动会赛艇比赛，获得一枚金牌和一枚银牌。她也曾参加2000年和2004年夏季奥林匹克运动会。